# Маленькие губки
«Ма́ленькие гу́бки» (итал. Piccole labbra) — итальяно-испанский фильм-драма 1978 года режиссёра Миммо Каттариника.

## Сюжет
Фильм повествует о молодом писателе Пауле, вернувшимся после Первой мировой войны в родные края после серьёзного ранения. Его мучают кошмары и мысли о самоубийстве. Но в доме, где он снимает себе комнату, появляется 12-летняя Ева, которая спасает его от депрессии. Пауль привязывается к Еве и постоянно представляет себя с ней. Но любовь к девочке оказывается для него трагична, поскольку из-за травмы он не может ничего, кроме как мечтать о ней. Спустя некоторое время, Ева вступает в отношения с молодым юношей. Для Пауля это обстоятельство стало невыносимым, и он заканчивает жизнь самоубийством.

## В ролях
- Пьер Клеманти — Пауль
- Катя Бергер — Ева
- Уго Болонья — Франц
- Мария Монти — Анна
- Барбара Рей — Криста
- Мария Грасиэла
- Микеле Соави
- Раф Бальдассарре

## Съёмочная группа
- Режиссёр — Миммо Каттариник
- Оператор — Сандро Манкори
- Сценаристы — Миммо Каттариник, Даниэль Санчес
- Композитор — Стельвио Чиприани
- Продюсеры — Хосе Мария Кунильес, Феликс Таселл
- Режиссёр монтажа — Рафаэль де ла Куэва